# Jezábel (film)
Jezábel (angl. Jezebel) je dramatický film režiséra Williama Wylera z roku 1938 s Bette Davis v hlavní roli. Snímek byl natočen na motivy stejnojmenné divadelní hry dramatika Owena Davise, Sr. z roku 1933. Získal z pěti nominací dva herecké Oscary (Bette Davis za hlavní ženský výkon a Fay Bainter za vedlejší ženský výkon).

## Děj
New Orleans, 1852. Jižanská vrtošivá kráska Julie Marsden (Bette Davis) je zasnoubená s bankéřem Prestonem Dillardem (Henry Fonda). Když s ním chce jet vybírat šaty na nejdůležitější ples roku, nemá na ni čas. Uražená Julie se proto rozhodne koupit si odvážné červené šaty. Očekává se totiž, že na onom plesu bude mít každá svobodná holka šaty bílé. Pohoršená teta Belle (Fay Bainter), i ostatní přátelé, ji nesmyslný výběr róby vymlouvají, avšak bezúspěšně.
Na plese Olympus je každá žena oděná v bílé róbě. Julie nejdříve Presovi slíbí, že si takové vezme taky, když ji však přijíždí vyzvednout, má na sobě červené provokativní šaty. Julie nejdřív požádá rodinného přítele Bucka (George Brent), aby ji doprovodil. Ten to však s důrazem na skandál odmítne. Snoubenec Pres rezignuje a Juliino přání vyplní. Všichni v sále jsou pohoršeni a dokonce se s ani jedním z nich nechtějí bavit. Julie hned po vstupu do sálu zjistí, že to přepískla a chce jet pryč. Pres ji však dopřeje, co si tak vydobyla a začne s ní tančit. Orchestr přestává dokonce hrát, to však nezabrání Prestonovi pokračovat ve společenském zostudění. Juliiny nářky nezabírají a Preston jí nadále trápí. Cestou domů se pak pohádají. Když bankéř Dillard zruší zasnoubení, dostane od panovačné Julie facku. Teta Belle ji prosí, aby za ním šla a odprosila ho, ona však s pýchou sobě vlastní odmítá a tvrdí, že Preston se k ní vrátí. Do následujícího odpoledne se určitě vrátí.
Uplyne rok a Preston se nevrátí. Začal podnikat na Severu, zatímco nešťastná Julie se uzavřela před světem ve svém domě. Kromě rodiny neviděla nikoho, krom jízdy na koních nedělala nic. Celý rok přemýšlela o sobě a své osudové chybě. Do jejich domu přichází doktor Livingstone (Richard Cromwell), aby jim sdělil nejnovější zprávy ohledně blížící se žluté zimnice. Mezi řečí taky Belle řekne, že do města se vrací Preston Dillard. Julie je z novinky nadšená a chce uspořádat pro své přátelé večírek na přivítanou Prese. Pozvou všechny do sídla na Halcyonské plantáži nacházející se za New Orleansem.

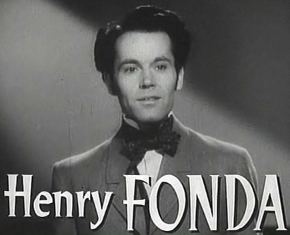
Henry Fonda

Julie se nachystá do nejhezčích bílých šatů a doufá, že ji bývalý snoubenec odpustí a znovu požádá o ruku. Věří, že když se bude kát, navrátí se láska mezi ně. Rozpaky však vzbudí Presonův doprovod a sice jeho manželka Amy. Tetička Belle se snaží mladou "Yankee", jak Jižané hanlivě nazývají Seveřany, schovat u sebe v pokoji, než stihne Julii říct, aby Presa neodprošovala. Nestihne to, a když Julie poklekne před Dillardem a žádá ho o odpuštění, do místnosti vchází Amy. Dotčená Julie je najednou podrážděná a svým chováním nejen pokazí večeři, ale dokonce vyprovokuje hádku mezi přítelem Buckem a Presovým mladším bratrem Tedem. Jejich spor vyústí druhý den přestřelkou, při které umírá sympatický Buck. Najednou je Julie zavrhnuta celou rodinou, přáteli, i samotnou Amy. Nikdo s ní nechce zůstat déle na haciendě. Belle řekne své neteři, že ji připomíná biblickou Jezábel. Ta byla krutá a bezohledná.
Místní šerif však zakáže všem odjet, protože všude v okolí je epidemie žluté zimnice. Každý občan s byť jen malým podezřením na onemocnění je sebrán do karantény na zvláštní ostrov. Sám Preston je nakažen a sebrán doktorem Livingstonem do Juliina domu. Když se to ona dozví, chce odčinit svou pošetilost a potají se nechá černošským pomocníkem propašovat do města. Stará se o nemocného Presa, dává mu obklady a ovívá ho. Jediné po čem touží je, aby horečka ustoupila. Na další den přijíždí celá rodina, včetně Amy. Naneštěstí, doktor musel Prese nahlásit a tak čekají každou chvíli četu, která by ho odvezla na ostrov. Amy ho chce doprovázet a starat se o něj. Julie ji to vymlouvá. Amy nakonec podlehne a uzná, že Julie jako místní a znalá poměrů a péče může manželovi pomoct více.
Film končí záběrem Julie, která odhodlaně doprovází na dřevěném voze plném nemocných lidí muže, jež miluje, Prestona Dillarda.

## Obsazení

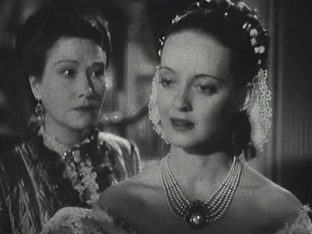
Z filmu Jezábel

| Bette Davis      | Julie                           |
| Henry Fonda      | Preston 'Pres' Dillard          |
| George Brent     | Buck Cantrell                   |
| Fay Bainter      | Juliina tetička Belle Masseyová |
| Margaret Lindsay | Amy                             |
| Donald Crisp     | Dr. Livingstone                 |
| Richard Cromwell | Prestonův bratr Ted             |

## Produkce

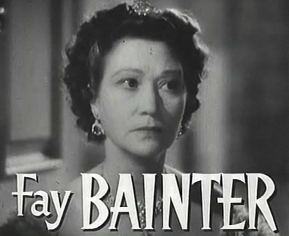
Oscarem oceněná Fay Bainter

Některé zdroje uvádějí, že produkce nabídla postavu Jezábel Bette Davis jako kompenzaci za nezískaní role Scarlett O'Hara v epickém dramatu Jih proti Severu. Jiné zdroje zase tvrdí, že to tak být nemohlo, protože se film Jezábel začal točit téměř rok před zmíněnou ságou z dob občanské války. Režisér Wyler začal film točit ještě před dokončením scénářem a jelikož potřeboval pomoc, požádal Johna Hustona, který se podílel na skriptech.

## Zajímavosti
Julliny červené šaty, se kterými získala tolik pozornosti, byly ve skutečnosti bronzové barvy. Důvod byl prozaický, v černobílém filmu lépe vynikly. A scénka s červenou róbou má prapůvod ve skutečném Hollywoodu. Na jistém plesu herečka Norma Shearer byla jediná v takových šatech. Ostatní dámy byly oděny do bílých.
V průběhu natáčení se občas u scén Henryho Fondy dělaly přestávky. Jeho manželka byla totiž v porodnici a pyšný otec očekával příchod své dcery, pozdější neméně slavné Jane Fonda.
Bette Davis dostala za Jezébel zaplaceno 650 $ týdně, jak se zmínila v jednom rozhovoru v roce 1971. Soška Oscara, kterou ji film vynesl, byla nabídnuta v jedné aukci v červenci 2001. Anonymně ji zakoupil Steven Spielberg, aby ji navrátil Akadémii filmového umění a věd.

## Ocenění

### Oscar
- Nejlepší herečka - Bette Davis (cena)
- Nejlepší vedlejší herečka - Fay Bainter (cena)
- Nejlepší film - Warner Bros. (nominace)
- Nejlepší kamera - Ernest Haller (nominace)
- Nejlepší hudba - Max Steiner (nominace)